# Gèdre
Gèdre (en occitano Gèdra) era una comuna francesa situada en el departamento de Altos Pirineos, de la región de Occitania, que el 1 de enero de 2016 pasó a ser una comuna delegada de la comuna nueva de Gavarnie-Gèdre al fusionarse con la comuna de Gavarnie.

## Demografía
| Gráfica de evolución demográfica de Gèdre entre 1846 y 2013 |
|                                                             |

Los datos demográficos contemplados en este gráfico de la comuna de Gèdre se han cogido de 1800 a 1999 de la página francesa EHESS/Cassini, y los demás datos de la página del INSEE.